# ペリー・マッカーシー
ペリー・マッカーシー（英: Perry McCarthy、1961年3月3日 - ）は、イギリスの元レーシングドライバー。ロンドン出身。

## 経歴

### 四輪レースデビュー
1983年、22歳で参戦したイギリス・ダンロップ新人レース戦で25戦中10勝を挙げ現地で注目され、その頃より「いつかF1に乗れるまで頑張りたい」と発言しイギリスレース界に名が広まった。1984年よりイギリス・フォーミュラ・フォード1600に参戦、4月21日のオウルトン・パーク決勝レースでは4位争いの最中に前車に追突し、その反動でマッカーシーのヴァンディーメン・RF84は横方向に横転し宙を舞い、グリーン上を数回転してマシン後部から着地する大きなクラッシュとなり赤旗中断となった。コースマーシャルがコクピットに近づくと彼は意識を失っており、救急隊により体を安全な場所に移した10数分後に意識を回復、彼は自分の無事を喜び、立ち上がって観客席に手を振り無事をアピールした。精密検査の結果、負傷はかすり傷程度しか負っておらず、このクラッシュの模様を「若き不死身のヒーロー」として多くの一般紙のマスコミやテレビが報じたため、彼のイギリスにおける知名度はさらに高まった。
1985年、フォーミュラ・フォード・フェスティバルに参戦し、18位で完走。1986年よりイギリス・フォーミュラ3選手権にフル参戦、1987年にランキング8位となった。なお、ジョニー・ハーバートはFF1600とイギリスF3同時期参戦であり、長く友人である。

### フォーミュラ3000
1988年シーズン後半より国際F3000選手権にステップアップするが、スポット参戦契約だった。1989年も国際F3000でのレギュラーシートは得られなかったが、イギリスF3000選手権の最終戦ブランズ・ハッチでGAモータースポーツのシートを1戦のみ獲得。ここで優勝したゲイリー・ブラバムに次ぐ2位表彰台を獲得し、これがF3000でのベストリザルトとなった。

### スポーツカーレース
フォーミュラのレギュラーシートを失っていた1990年と1991年は、スパイス・エンジニアリングのスパイス・SE90Pに乗る一員として、アメリカのIMSA-GTPに参戦していたが、1991年シーズン中盤にF1フットワーク（アロウズ）がポルシェV12エンジンの不出来により搭載エンジンを急遽コスワースDFR V8へと変更することになり、この変更されたマシン・FA12Cの初期テストを依頼された。同年オフにはウィリアムズF1のテストドライバーの候補になったが、そのテスト担当者は結局デイモン・ヒルが採用されることとなりマッカーシーのウィリアムズ入りは成らなかった。

### F1
1992年、イタリアの小チームコローニを買収した新チーム「アンドレア・モーダ」と契約してF1にステップアップを果たす。しかしチーム体制が極めて脆弱で、デビューが予定されていた第3戦ブラジルGPではチームの手続き不備により、F1参戦に必要なスーパーライセンスが発給されず予備予選に参加すらできないという事態に陥る。
FISAフォーミュラ委員会のFAX投票による再検討の結果、マッカーシーのF1参戦資格に問題なしとの統一見解が得られたため、スーパーライセンスが正式に発給された第4戦から予備予選参加が実現したものの、アンドレア・モーダはNo.1ドライバーのロベルト・モレノにチームの全リソースを注ぎこむ体制を取っていたため、マッカーシーは予備予選をわずか1周しか走れないということが続き、予備予選落ちを繰り返した。この年からレギュレーションによってF1への1カーエントリーが禁止され、2カーエントリーが義務化されたことから、マッカーシーはチームにとって便宜上の理由だけのエントリーであった。
第12戦ベルギーGPからはブラバムの参戦撤退によるエントリー台数減少により予備予選が行われなくなったため、マッカーシーは本予選からの出走となったが、チーム内の扱いは変わらず、大差での予選落ちを喫した。このグランプリを最後にチームはオーナーであるサセッティの不祥事などもあり国際自動車連盟（FIA）から「F1の信用と価値を貶めた」としてF1参戦を禁止され、事実上追放された。これ以降マッカーシーがF1シートを得ることはなく、従ってマッカーシーは一度もF1の決勝レースを走っておらず、厳密には「F1デビュー」は果たしていない。

### スポーツカーレース
マッカーシーはその後ベネトン・B192とウィリアムズ・FW15Cで単発的なテストドライブを担当したあと、1996年のイギリス・フォーミュラ2選手権 (F3000マシンを使用)にレイナード・95Dでスポット参戦、これがフォーミュラレース参戦の最後となった。
1996年からはスポーツカーレースを中心にレース活動を続けた。1996年のル・マン24時間レースにオレカチームのクライスラー・バイパー GTS-Rで初参戦。1997年はデビッド・プライス・レーシングと契約しパノス・GTRでル・マン24時間に加えてFIA GT選手権にも参戦した。
1999年はアウディと契約し、アウディ・R8Cをドライブ。しかし、ル・マン24時間には通算5回参戦したが、完走を経験することが出来なかった。
2004年のポルシェ・カレラカップ・ブランズ・ハッチラウンドへの参戦がレーシングキャリアの最後となった。
2012年、ドイツで行われるフォルクスワーゲン・シロッコRカップで8年ぶりにレース参戦した。

### 初代スティグ
2002年に再スタートを切ったBBCの自動車番組『トップ・ギア』に、番組名物の覆面ドライバーの「ザ・スティグ（初代、通称「ブラックスティグ」）」として登場し、翌年の第2シリーズ終了まで出演を続けた。
当時はスティグの正体がマッカーシーであることは伏せられていたが、2010年にマッカーシーが初代スティグであることがBBCにより明らかにされた（詳細はザ・スティグ#正体を参照）。

## レース戦績

### フランス・フォーミュラ3選手権
| 年     | エントラント                   | シャーシ       | エンジン                    | 1   | 2   | 3   | 4   | 5   | 6   | 7     | 8    | 9   | 10  | 11      | 順位 | ポイント |
| ------ | ------------------------------ | -------------- | --------------------------- | --- | --- | --- | --- | --- | --- | ----- | ---- | --- | --- | ------- | ---- | -------- |
| 1986年 | マジウィック・モータースポーツ | レイナード 863 | フォルクスワーゲン-スピース | NOG | ALB | MAG | PAU | LAC | ROU | LEC 7 | ALB2 | BUG | LED | CET Ret | 17位 | 4        |

### イギリス・フォーミュラ3選手権
| 年     | チーム                         | シャシー        | エンジン       | タイヤ | クラス | 1      | 2       | 3      | 4       | 5       | 6       | 7       | 8     | 9      | 10      | 11      | 12     | 13     | 14      | 15      | 16    | 17    | 18      | 19    | 順位 | ポイント |
| ------ | ------------------------------ | --------------- | -------------- | ------ | ------ | ------ | ------- | ------ | ------- | ------- | ------- | ------- | ----- | ------ | ------- | ------- | ------ | ------ | ------- | ------- | ----- | ----- | ------- | ----- | ---- | -------- |
| 1986年 | マジウィック・モータースポーツ | レイナード・863 | VW             | A      | A      | THR 15 | SIL Ret | THR 10 | SIL Ret | BRH 6   | THR DNS | DON     | SIL   | SIL 12 | OUL 11  | ZAN 9   | DON 7  | SNE 5  | SIL DNS | BRH Ret | SPA 2 | ZOL 5 | SIL Ret |       | 12位 | 11       |
| 1987年 | マジウィック・モータースポーツ | レイナード・873 | VW             | A      | A      | SIL C  | THR 7   | BRH 5  | SIL 5   | THR Ret | SIL 2   | BRH DNS | THR 9 | SIL 13 | ZAN Ret | DON Ret | SIL 17 | SNE 6  | DON 17  | OUL 5   | SIL 6 | BRH 3 | SPA 10  | THR 5 | 8位  | 22       |
| 1988年 | コンセプト3                    | レイナード・883 | アルファロメオ | A      | A      | THR    | SIL     | THR    | BRH     | DON     | SIL     | BRH Ret |       |        |         |         |        |        |         |         |       |       |         |       | NC   | 0        |
| 1988年 | マジウィック・モータースポーツ | レイナード・883 | アルファロメオ | A      | A      |        |         |        |         |         |         |         | THR   | SIL    | DON     | SIL     | SNE    | OUL 10 | SIL     | BRH     | SPA   | THR   | SIL     |       | NC   | 0        |

- 太字はポールポジション、斜字はファステストラップ。(key)

### 国際フォーミュラ3000選手権
| 年     | チーム                         | シャーシ       | エンジン       | タイヤ | 1   | 2   | 3   | 4   | 5   | 6   | 7       | 8       | 9       | 10      | 11     | 順位 | ポイント |
| ------ | ------------------------------ | -------------- | -------------- | ------ | --- | --- | --- | --- | --- | --- | ------- | ------- | ------- | ------- | ------ | ---- | -------- |
| 1988年 | GAモータスポーツ               | ローラ・T88/50 | コスワース DFV | A      | JER | VLL | PAU | SIL | MNZ | PER | BRH     | BIR DNQ |         |         |        | NC   | 0        |
| 1988年 | チーム・ラルト                 | ラルト・RT22   | ジャッド       | A      |     |     |     |     |     |     |         |         | BUG Ret | ZOL Ret | DIJ 16 | NC   | 0        |
| 1989年 | ロジャー・カウマン・レーシング | ローラ・T89/50 | コスワース DFV | A      | SIL | VLL | PAU | JER | PER | BRH | BIR DNQ | SPA 7   | BUG 15  | DIJ     |        | NC   | 0        |

### イギリス・フォーミュラ3000 / F2選手権
| 年     | エントラント       | シャーシ       | エンジン       | 1   | 2    | 3    | 4   | 5   | 6   | 7   | 8     | 9       | 10      | 順位 | ポイント |
| ------ | ------------------ | -------------- | -------------- | --- | ---- | ---- | --- | --- | --- | --- | ----- | ------- | ------- | ---- | -------- |
| 1989年 | GAモータースポーツ | ローラ         | コスワース DFV | BRH | THR  | OUL  | DON | BRH | SNE | SIL | OUL   | BRH 2   |         | 8位  | 6        |
| 1996年 | DKSレーシング      | レイナード 95D | コスワース     | OUL | SNE1 | SNE2 | SIL | OUL | DON | BRH | SIL 3 | BRH Ret | DON Ret | 9位  | 4        |

### フォーミュラ1
| 年     | チーム             | シャシー | エンジン | タイヤ | 1   | 2   | 3       | 4        | 5        | 6        | 7       | 8       | 9        | 10     | 11       | 12      | 13      | 14  | 15  | 16  | 順位 | ポイント |
| ------ | ------------------ | -------- | -------- | ------ | --- | --- | ------- | -------- | -------- | -------- | ------- | ------- | -------- | ------ | -------- | ------- | ------- | --- | --- | --- | ---- | -------- |
| 1992年 | アンドレア・モーダ | S921     | ジャッド | G      | RSA | MEX | BRA DNP | ESP DNPQ | SMR DNPQ | MON DNPQ | CAN DNP | FRA DNA | GBR DNPQ | GER EX | HUN DNPQ | BEL DNQ | ITA DNP | POR | JPN | AUS | NC   | 0        |

### ル・マン24時間レース
| 年     | チーム                                           | コ・ドライバー                            | 使用車両                    | クラス | 周回 | 総合順位 | クラス順位 |
| ------ | ------------------------------------------------ | ----------------------------------------- | --------------------------- | ------ | ---- | -------- | ---------- |
| 1996年 | バイパー チーム オレカ                           | ドミニク・デュプイ ジャスティン・ベル     | ダッジ・バイパー GTS-R      | GT1    | 96   | DNF      | DNF        |
| 1997年 | デヴィッド・プライス・レーシング                 | デビッド・ブラバム ドック・バンディ―      | パノス・エスペランテ GTR-1  | GT1    | 145  | DNF      | DNF        |
| 1999年 | アウディ・スポーツ UK                            | ジェームス・ウィーバー アンディ・ウォレス | アウディ・R8C               | LMGTP  | 198  | DNF      | DNF        |
| 2002年 | DAMS                                             | ジェローム・ポリカン マルク・デュエツ     | パノス・LMP-1 ロードスターS | LMP900 | 98   | DNF      | DNF        |
| 2003年 | アウディ・スポーツ UK アリーナ・モータースポーツ | フランク・ビエラ ミカ・サロ               | アウディ・R8                | LMP900 | 28   | DNF      | DNF        |